# Eremostachys ambigua
Eremostachys ambigua là một loài thực vật có hoa trong họ Hoa môi. Loài này được Popov ex Pazij & Vved. mô tả khoa học đầu tiên năm 1961.